# Teckenhöjd

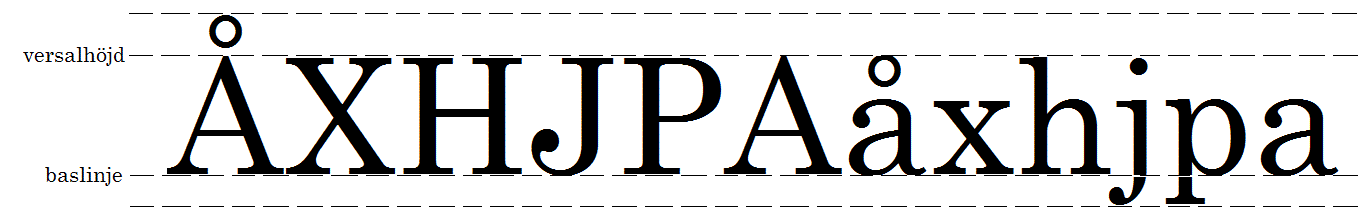
Termer höjdsystem

Teckenhöjd avser storleken i höjdled på bokstäver som används i en text. Definitionen av teckenhöjd varierar beroende på om man talar om typografisk teckenhöjd (ofta kallad teckengrad) eller teckenhöjd på text som är baserad på en punktmatris.

## Typografisk teckenhöjd

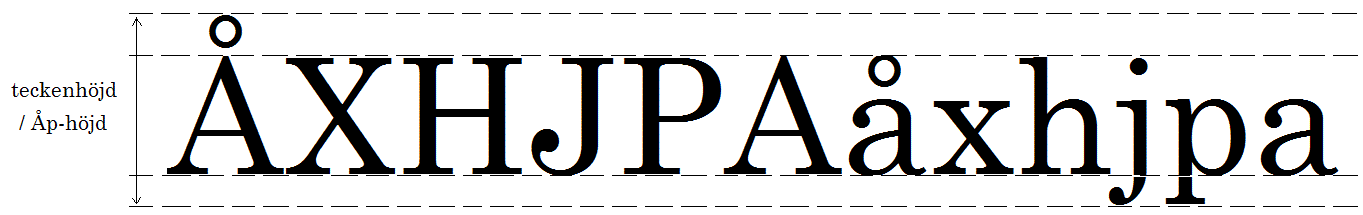
Höjdsystem för typografi

Inom typografin är teckenhöjden likställd med teckengraden.

## Teckenhöjd vid punktmatris-text

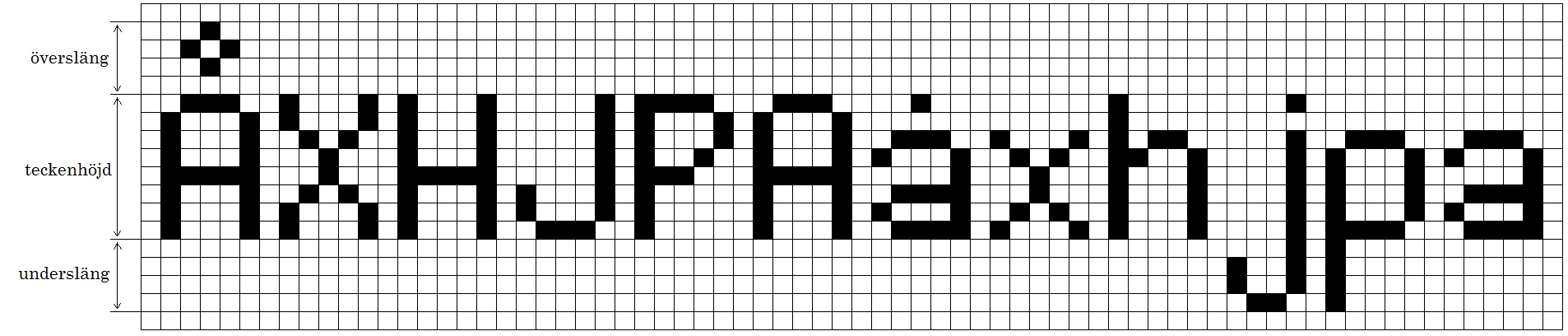
Höjdsystem vid användning av punktmatris

Då bokstäverna i en text är baserade på en punktmatris avser termen teckenhöjd oftast versalhöjden utan över- eller underslängar.[källa behövs] En översläng är den delen av en bokstav som befinner sig ovanför versalhöjden. Detta förekommer bland annat hos versaler av vissa diakritiska tecken, som till exempel Å, Ä, Ö, Ü, Ñ och É. En undersläng är den delen av en bokstav som befinner sig under baslinjen. Detta förekommer bland annat hos vissa gemener, som till exempel j, g och y, samt hos vissa diakritiska tecken, som till exempel ç, ą och ș.